# Ismelia wieńcowa
Ismelia wieńcowa, złocień trójbarwny (Ismelia carinata (Schousb.) Sch.Bip.) – gatunek rośliny z rodziny astrowatych. Zaliczany do monotypowego rodzaju ismelia Ismelia lub włączany do rodzaju Glebionis. Jest endemitem Maroka, gdzie rośnie na wydmach i nizinach wzdłuż wybrzeża atlantyckiego. Roślina jest popularnie uprawiana jako ozdobna dla okazałych kwiatostanów, w tym także w różnych, wielobarwnych  odmianach. W Chinach młode pędy spożywane są jako warzywo. Dziczeje z upraw i jako gatunek introdukowany występuje w różnych krajach północnej Afryki, Europy, Azji i w zachodniej części Ameryki Północnej.

## Morfologia

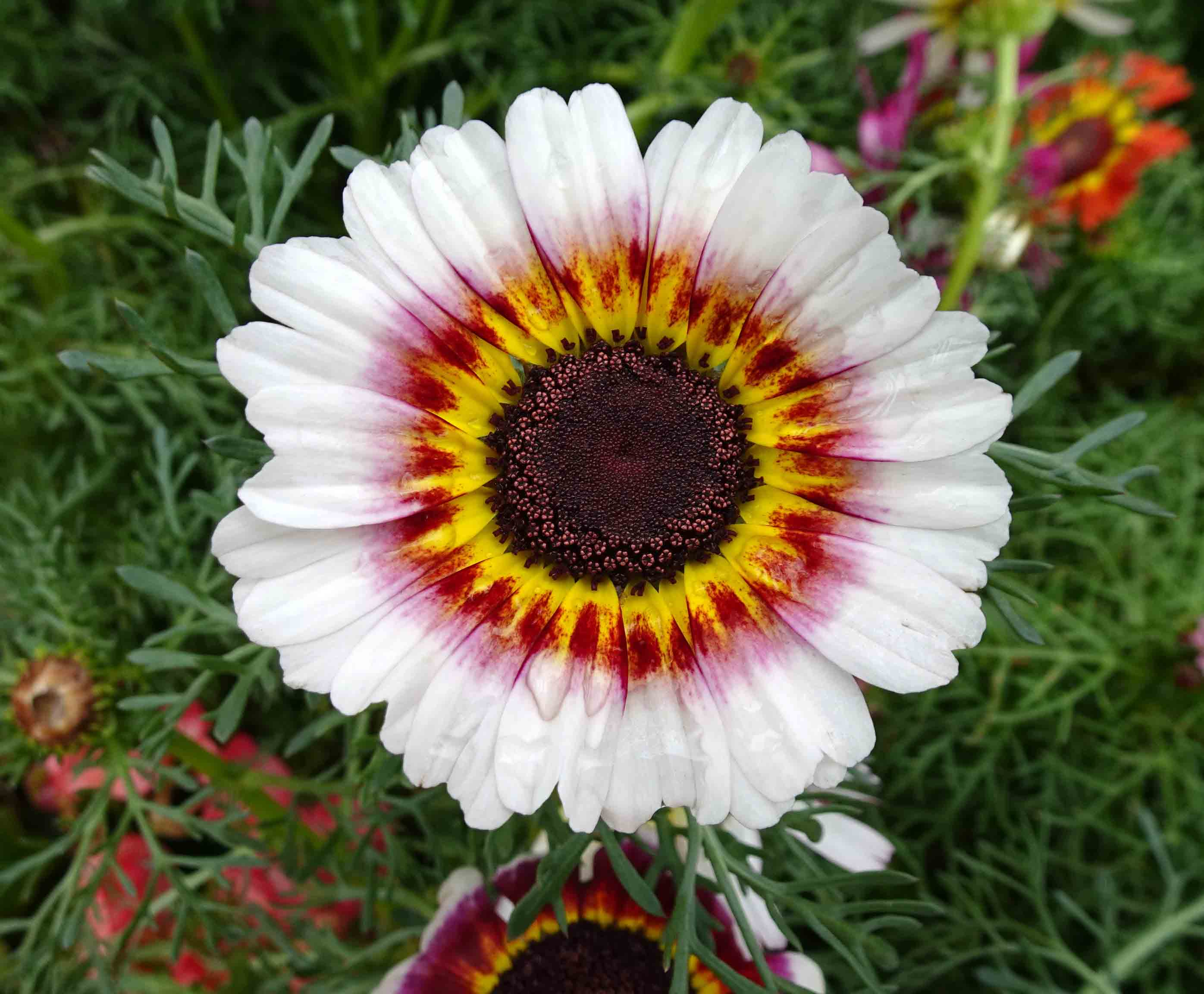
Kwiatostan

PokrójRoślina jednoroczna o pędzie nagim, wysokości zwykle do 40 cm, rzadziej do 1 m, prosto wzniesionym, słabo rozgałęzionym.
LiścieSkrętoległe. Dolne i środkowe siedzące, przy czym najniższe zamierają w czasie kwitnienia. Blaszka nieco mięsista, głęboko pierzasto podzielona, pojedynczo lub podwójnie, z odcinkami trójdzielnymi. Końcowe odcinki równowąskie lub jajowate. Liście osiągają do 10 cm długości.
KwiatyZebrane w koszyczki na szczytach pędu pojedyncze lub zebrane po kilka w luźne baldachogrono. Okrywa kubeczkowata, o średnicy od 1,5 do 3 cm. Pokryta listkami obłonionymi na brzegu, wyrastającymi w czterech rzędach. Brzeżne kwiaty języczkowe żeńskie, białe, żółte lub czerwone, z odmiennie zabarwioną częścią nasadową. Wewnątrz koszyczka znajdują się obupłciowe kwiaty rurkowate z koronami purpurowymi lub czerwonymi.
OwoceNiełupki pozbawione puchu kielichowego. Te powstające z kwiatów rurkowatych są na przekroju trójkątne, z oskrzydlonym każdym z kantów. Te powstające z kwiatów brzeżnych są spłaszczone.

## Systematyka
Gatunek z monotypowego rodzaju ismelia Ismelia Cass., w niektórych ujęciach systematycznych włączany do rodzaju Glebionis. Przez większą część XX wieku gatunek ten włączany był do szeroko wówczas ujmowanego rodzaju złocień Chrysanthemum jako Ch. carinatum lub też Ch. tricolor.
Takson należy do podplemienia Glebionidinae, plemienia Anthemideae w podrodzinie Asteroideae rodziny astrowatych Asteraceae.